# Palatinca
Palatinca 1934-ig önálló község, később Mőcsény településrésze.

## Fekvése
A Völgységben, Mőcsény központjától 2 kilométerre délkeletre fekszik, a Lajvér-patak völgyében.
Főutcája a Bátaszék-Bonyhád közt húzódó 5603-as út; érinti a Dombóvár–Bátaszék-vasútvonal is, melynek azonban megállási pontja nincs a településen.

## Története
1851-ben Fényes Elek szerint Palatincza puszta Tolna vármegyében Mőcsény faluhoz tartozott. 1891-ben új iskolaház épült tanítói lakással. 

## Nevezetességek
- Szent Anna nevére szentelt római katolikus kápolna
- Kolera-emlékoszlop, amelyet 1867. szeptember 10-én állították a járvány megszűnésének emlékére. Ezt a napot sokáig megünnepelték, még a tűzhelybe sem gyújtottak ilyenkor be.